# Silicon Power
Silicon Power (кит.: 廣穎電通股份有限公司) — міжнародний бренд з Тайваню, виробник флеш-пам'яті, в тому числі: карти флеш-пам'яті, USB флеш-накопичувачі, портативні тверді диски, модулі DRAM, кард-рідери, твердотільні накопичувачі, USB адаптери та інші промислові товари комп'ютера класу.

## Історія
Компанія була заснована в 2003 році.

## Корпоративна інформація
Silicon Power має офіси в Тайвані, Японії, Нідерландах, Росії, Китаї, Індії, Сполучених Штатах Америки, а також виробничі потужності в Тайвані і логістичні об'єкти в Тайвані і Нідерландах. У 2011 році вийшла на тайванську біржу.

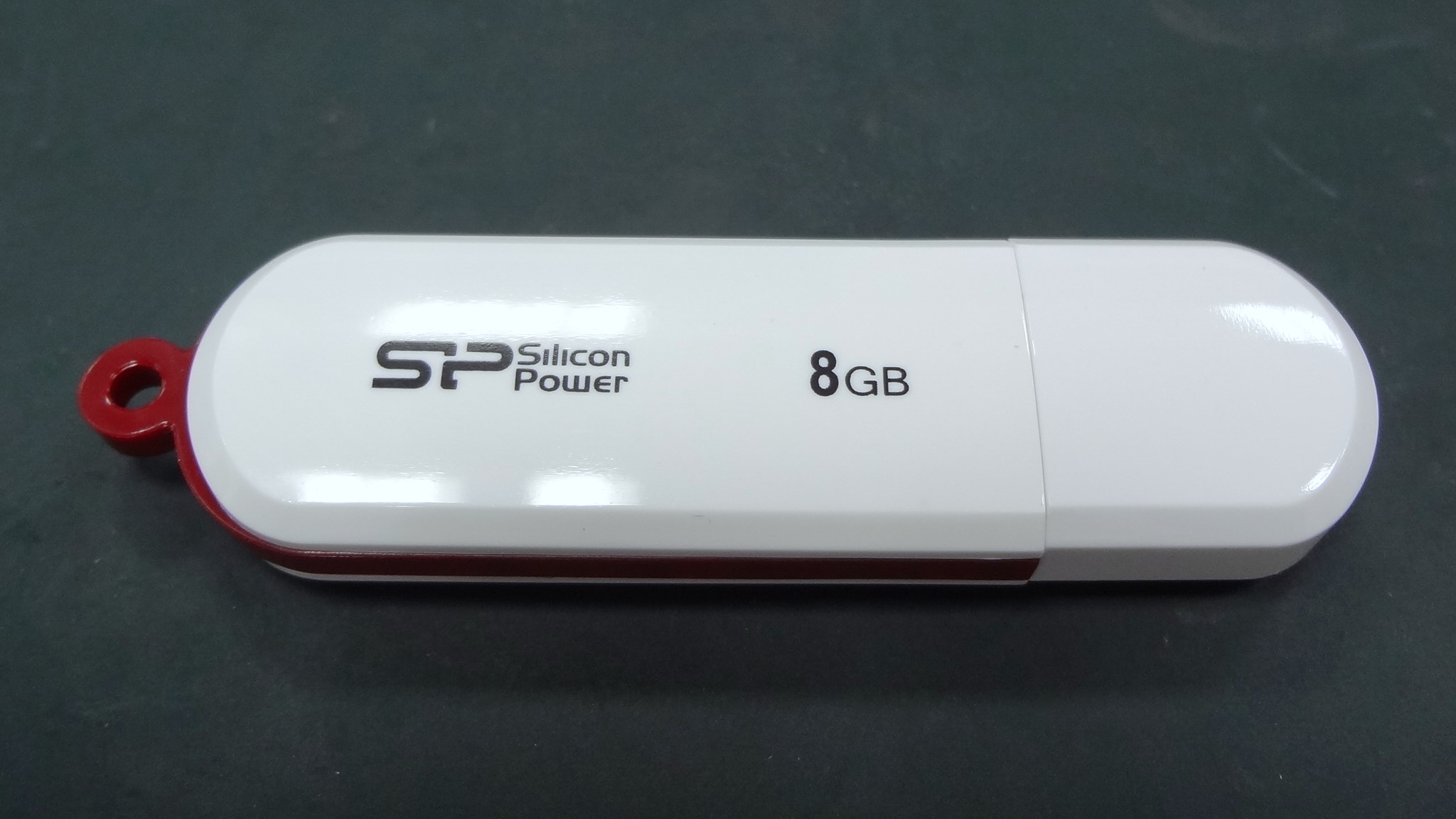
USB флеш-накопичувач